# Briefe des Paulus an die Korinther
Zwei Briefe des Paulus an die Korinther sind im Neuen Testament überliefert:
- Der 1. Brief des Paulus an die Korinther: Verfasser sind Paulus und Sosthenes.
- Der 2. Brief des Paulus an die Korinther: Verfasser sind Paulus und Timotheus.

Sie vermitteln einen Einblick in das Leben einer urchristlichen Gemeinde, der durch die Angaben aus der Apostelgeschichte ergänzt wird.

## Überblick
Korinth war eine reiche Hafenstadt mit großen sozialen Gegensätzen, einer breiten ethnischen und religiösen Vielfalt und einer in Griechenland sprichwörtlichen Sittenlosigkeit.
Auf seiner zweiten Missionsreise kam Paulus von Athen aus nach Korinth und wohnte bei Aquila und Priszilla. Er arbeitete dort etwa eineinhalb Jahre lang als Missionar und Gemeindegründer.
Wahrscheinlich hat Paulus mehr als zwei Briefe an die Gemeinde in Korinth geschrieben (vgl. 2 Kor 2,4 ), erhalten sind davon jedoch nur zwei. Der 3. Brief an die Korinther ist allerdings ein erfundener Brief, der im Namen des Apostels abgefasst wurde und einen Teil der koptischen Paulusakten (Acta Pauli) bildet.

## Rekonstruierter Ablauf der Besuche und Briefe
Aus den Angaben in der Apostelgeschichte und den Korintherbriefen lässt sich der folgende Ablauf rekonstruieren. Aufgrund einer in Korinth gefundenen Inschrift bezüglich des Proconsuls Gallio lässt sich Apg 18,12  auf das Jahr 51 datieren.
- 50–51: Entstehung der korinthischen Gemeinde und anderthalbjähriger Aufenthalt des Paulus in der Stadt (Apg 18,11–17 EU)
- Nichterhaltener Brief des Paulus an die Korinther (1 Kor 5,9 EU)
- Antwort der Korinther (1 Kor 7,1 EU)
- Besuch der Leute der Chloe bei Paulus in Ephesus (1 Kor 1,11 EU)
- Entsendung des Timotheus nach Korinth (1 Kor 4,17 EU)
- Ankunft des Stephanas in Ephesus (1 Kor 16,17 EU)
- 54 oder 55: Abfassung des 1. Korintherbriefs in Ephesus (1 Kor 16,8 EU)
- Erfolgloser Zwischenbesuch des Paulus in Korinth (2 Kor 2,1 EU)
- Rückreise des Paulus nach Ephesus
- Zwischenbrief durch Titus, Fortunatus und Achaikus überbracht (2 Kor 2,4 EU)
- Reise des Paulus nach Makedonien und Troas (Apg 20,1–6 EU u. 2 Kor 2,12 EU)
- Zusammentreffen mit Titus (2 Kor 7,5–7 EU)
- 56 oder 57: Abfassung des 2. Korintherbriefs in Makedonien (2 Kor 2,13 EU u. 2 Kor 7,5 EU)
- Durchführung der Kollekte durch Titus (2 Kor 8,16–24 EU)
- Beabsichtigter dritter Besuch des Paulus in Korinth (2 Kor 13,1 EU).